# Championnat panaméricain de football
Ne pas confondre avec Football aux Jeux panaméricains.
Le Championnat panaméricain de football était un tournoi de football organisé par la Confédération panaméricaine de football tous les quatre ans entre 1952 et 1960. La Copa América étant réservée aux pays sud-américains, le championnat panaméricain de football voulait regrouper tous les pays d'Amérique.  

## Palmarès
| Année | Pays organisateur | Classement | Classement | Classement | Classement |
| Année | Pays organisateur | Vainqueur  | Second     | Troisième  | Quatrième  |
| ----- | ----------------- | ---------- | ---------- | ---------- | ---------- |
| 1952  | Chili             | Brésil     | Chili      | Uruguay    | Pérou      |
| 1956  | Mexique           | Brésil     | Argentine  | Costa Rica | Pérou      |
| 1960  | Costa Rica        | Argentine  | Brésil     | Mexique    | Costa Rica |

## Résultats détaillés

### Championnat panaméricain de football 1952
- 16 mars 1952, Santiago -  Chili 6 - 1  Panama
- 23 mars 1952, Santiago -  Pérou 7 - 1  Panama
- 23 mars 1952, Santiago -  Uruguay 3 - 1  Mexique
- 26 mars 1952, Santiago -  Chili 4 - 0  Mexique
- 30 mars 1952, Santiago -  Uruguay 5 - 2  Pérou
- 2 avril 1952, Santiago -  Chili 3 - 2  Pérou
- 6 avril 1952, Santiago -  Uruguay 6 - 1  Panama
- 6 avril 1952, Santiago -  Brésil 2 - 0  Mexique
- 10 avril 1952, Santiago -  Mexique 4 - 2  Panama
- 10 avril 1952, Santiago -  Brésil 0 - 0  Pérou
- 13 avril 1952, Santiago -  Brésil 5 - 0  Panama
- 13 avril 1952, Santiago -  Chili 2 - 0  Uruguay
- 16 avril 1952, Santiago -  Brésil 4 - 2  Uruguay
- 20 avril 1952, Santiago -  Pérou 3 - 0  Mexique
- 20 avril 1952, Santiago -  Brésil 3 - 0  Chili

| Classement | Équipe  | Pts | J | G | N | D | Bp | Bc | Diff |
| ---------- | ------- | --- | - | - | - | - | -- | -- | ---- |
| 1          | Brésil  | 9   | 5 | 4 | 1 | 0 | 14 | 2  | 12   |
| 2          | Chili   | 8   | 5 | 4 | 0 | 1 | 15 | 6  | 9    |
| 3          | Uruguay | 6   | 5 | 3 | 0 | 2 | 16 | 10 | 6    |
| 4          | Pérou   | 5   | 5 | 2 | 1 | 2 | 14 | 9  | 5    |
| 5          | Mexique | 2   | 5 | 1 | 0 | 4 | 5  | 14 | -9   |
| 6          | Panama  | 0   | 5 | 0 | 0 | 5 | 5  | 28 | -23  |

### Championnat panaméricain de football 1956
- 26 février 1956, Mexico -  Mexique 1 - 1  Costa Rica
- 28 février 1956, Mexico -  Argentine 0 - 0  Pérou
- 1er mars 1956, Mexico -  Brésil 2 - 1  Chili
- 4 mars 1956, Mexico -  Mexique 0 - 2  Pérou
- 6 mars 1956, Mexico -  Argentine 4 - 3  Costa Rica
- 6 mars 1956, Mexico -  Brésil 1 - 0  Pérou
- 8 mars 1956, Mexico -  Costa Rica 2 - 1  Chili
- 8 mars 1956, Mexico -  Brésil 2 - 1  Mexique
- 11 mars 1956, Mexico -  Argentine 3 - 0  Chili
- 13 mars 1956, Mexico -  Brésil 7 - 1  Costa Rica
- 13 mars 1956, Mexico -  Mexique 0 - 0  Argentine
- 15 mars 1956, Mexico -  Pérou 2 - 2  Chili
- 17 mars 1956, Mexico -  Costa Rica 4 - 2  Pérou
- 18 mars 1956, Mexico -  Mexique 2 - 1  Chili
- 18 mars 1956, Mexico -  Brésil 2 - 2  Argentine

| Classement | Équipe     | Pts | J | G | N | D | Bp | Bc | Diff |
| ---------- | ---------- | --- | - | - | - | - | -- | -- | ---- |
| 1          | Brésil     | 9   | 5 | 4 | 1 | 0 | 14 | 5  | 9    |
| 2          | Argentine  | 7   | 5 | 2 | 3 | 0 | 9  | 5  | 4    |
| 3          | Costa Rica | 5   | 5 | 2 | 1 | 2 | 11 | 15 | -4   |
| 4          | Pérou      | 4   | 5 | 1 | 2 | 2 | 6  | 7  | -1   |
| 5          | Mexique    | 4   | 5 | 1 | 2 | 2 | 4  | 6  | -2   |
| 6          | Chili      | 1   | 5 | 0 | 1 | 4 | 5  | 11 | -6   |

### Championnat panaméricain de football 1960
- 6 mars 1960, San José -  Brésil 2 - 2  Mexique
- 8 mars 1960, San José -  Costa Rica 0 - 0  Argentine
- 10 mars 1960, San José -  Argentine 3 - 2  Mexique
- 10 mars 1960, San José -  Costa Rica 3 - 0  Brésil
- 10 mars 1960, San José -  Costa Rica 1 - 1  Mexique
- 13 mars 1960, San José -  Argentine 2 - 1  Brésil
- 15 mars 1960, San José -  Brésil 2 - 1  Mexique
- 15 mars 1960, San José -  Costa Rica 0 - 2  Argentine
- 17 mars 1960, San José -  Argentine 2 - 0  Mexique
- 17 mars 1960, San José -  Costa Rica 0 - 4  Brésil
- 20 mars 1960, San José -  Costa Rica 0 - 3  Mexique
- 20 mars 1960, San José -  Brésil 1 - 0  Argentine

| Classement | Équipe     | Pts | J | G | N | D | Bp | Bc | Diff |
| ---------- | ---------- | --- | - | - | - | - | -- | -- | ---- |
| 1          | Argentine  | 9   | 6 | 4 | 1 | 1 | 9  | 4  | 5    |
| 2          | Brésil     | 7   | 6 | 3 | 1 | 2 | 10 | 8  | 2    |
| 3          | Mexique    | 4   | 6 | 1 | 2 | 3 | 9  | 10 | -1   |
| 4          | Costa Rica | 4   | 6 | 1 | 2 | 3 | 4  | 10 | -6   |